# Orobunus
Orobunus is een geslacht van hooiwagens uit de familie Podoctidae.
De wetenschappelijke naam Orobunus is voor het eerst geldig gepubliceerd door C.J.Goodnight & M.L.Goodnight in 1947. 

## Soorten
Orobunus is monotypisch en omvat slechts de volgende soort:
- Orobunus quadrispinosus